# Sisyrinchium annuum
Sisyrinchium annuum är en irisväxtart som beskrevs av Pierfelice Ravenna. Sisyrinchium annuum ingår i släktet gräsliljor, och familjen irisväxter. Inga underarter finns listade i Catalogue of Life.